# Etna (vulkaan)
De Etna is een vulkaan aan de oostkant van het Italiaanse eiland Sicilië, in de provincie Catania, en wordt nog steeds gevormd door het botsen van twee platen van de aardkorst. Hierdoor duikt de oceanische korst van de Afrikaanse plaat onder de Euraziatische plaat. De berg is, op de eveneens Italiaanse Stromboli na, de actiefste vulkaan van Europa.
De vulkaan wordt lokaal ook de Mongibello genoemd, naar het Italiaanse woord monte en het Arabische woord gebel wat beide 'berg' betekent.
De Etna is in 2013 door het werelderfgoedcomité van UNESCO op de werelderfgoedlijst geplaatst.

## Algemene kenmerken
De top van de zuidoostkrater maakt met zijn 3369 meter van de Etna de hoogste berg van het eiland. De berg beslaat een oppervlakte van 1570 km², de diameter is ongeveer 45 kilometer. Het hoogst bereikbare punt is bij de Osservatore op bijna 3000 meter, gelegen in een kaal 'maanlandschap', waar zwavelgeur merkbaar is.
De Etna bestaat uit:
- Valle del Bove, een grote kloof ontstaan door een aardverschuiving tijdens een uitbarsting,
- krater Trifoglietto,
- krater Mongibello.

De berg is een van de zestien vulkanen van het decennium van de IAVCEI, vanwege zijn geschiedenis van grote uitbarstingen en de impact op de nabijgelegen bewoonde gebieden.

## Type vulkaan
De Etna bestaat uit twee vulkaantypen en is daarmee een complexe vulkaan: tot ongeveer 2700 meter is de Etna een schildvulkaan, de top is een stratovulkaan.
Bij een schildvulkaan is het magma in de magmahaard dun en vloeibaar. Het magma kan daardoor makkelijk tot aan het aardoppervlak doordringen, waarlangs het als lava wegstroomt. De hellingen die door de lavastroom ontstaan zijn minder steil dan bij een stratovulkaan. Bij laatstgenoemde is sprake van dikkere lava die minder snel wegloopt, en daardoor minder ver de helling afvloeit alvorens stolling optreedt door afkoeling. Deze hogere stroperigheid zorgt in een stratovulkaan ook voor een grotere weerstand bij het doordringen van de magma tot het aardoppervlak. De druk in de magmahaard moet dan eerst hoog oplopen voordat de vulkaan uitbarst. Hierdoor kunnen flinke lavafonteinen ontstaan zoals de Etna die regelmatig laat zien.

## Activiteit
De Etna is na de Stromboli de actiefste vulkaan van Europa en een van de actiefste ter wereld. De gedocumenteerde uitbarstingen van de Etna gaan terug tot 1500 voor Christus. Een grote Plinische eruptie vond plaats in 122 voor Christus. Deze creëerde de kleine caldeira van de 'Cratere del Piano'. Zware uitbarstingen waren er onder meer in 1381 en 1669 toen de lava de stad Catania bereikte. In dat laatste jaar zijn ongeveer 25.000 mensen omgekomen door de uitbarsting en werden 15 dorpen en een deel van Catania vernietigd. In 1787 was er een uitbarsting met lava-fonteinen tot 3000 meter hoog. Een uitbarsting in 2001 duurde 24 dagen en verwoestte gebouwen en een kabelbaan. Er komen continu dampen vrij uit de vulkaan en geregeld zijn er erupties.
De Etna is erg wisselend in zijn uitbarstingen. Meestal zijn het Stromboliaanse of pulserende fonteinen met lavaspetters. Het formaat van deze spetters varieert van klein tot zo groot als een vrachtwagen. Dit komt doordat kleine gasbellen samenhopen tot een grote bel en naar de uitgang van de krater stromen in de hete magma. Deze bel spat uiteen bij het bereiken van de oppervlakte waardoor door de drukgolf de lava wordt weggeslingerd. Soms ontstaan er, zoals in 2014, onder aan een krater scheuren, waaruit de lava langzaam wegstroomt. Dit kan van korte duur zijn maar ook enkele maanden aanhouden. De tijd tussen uitbarstingen verschilt van enkele dagen tot enkele jaren. 2011 was een zeer actief jaar met zo'n twintig uitbarstingen. In de jaren daarna waren er steeds meerdere uitbarstingen per jaar. In 2021 waren het er zelfs vijftig.
24 december 2018 was er een uitbarsting bij de Voragine, een van de vijf hoofdkraters op 3300 meter hoogte. Twee dagen later volgde er aan de zuidoostelijke voet van de Etna een aardbeving met een kracht van 4,8 op de schaal van Richter. Er werden toen in totaal zo'n duizend aardschokken geteld van uiteenlopende zwaarte. Vooral in de plaats Zafferana Etnea werden veel gebouwen beschadigd, waaronder een kerk uit de zeventiende eeuw. Er raakten 28 mensen gewond en 400 dakloos.
De meeste uitbarstingen zorgen vooral voor overlast door het uitgespuwde as. Lavastromen lopen vooral de Valle del Bove in, een onbewoond dal aan de voet van de hoofdkraters.

## Hoofdkraters
De top van de Etna verandert door de jaren heen. Anno 2025 heeft de vulkaan vier actieve hoofdkraters:
- Voragine (ontstaan 1950),
- de noordoostkrater (ontstaan 1911),
- Bocca Nuova (ontstaan in 1968),
- de nieuwe zuidoostkrater (ontstaan in 2007).

De zuidoostkrater wijzigde in 2007. De flank van de krater scheurde open en er ontstond een nieuwe kratermond. Daarna gingen de uitbarstingen verder via deze putkrater, die nu de 'nieuwe zuidoostkrater' wordt genoemd. De nieuwe krater is de actiefste krater en groeide zeer snel door het grote aantal uitbarstingen. De 'oude zuidoostkrater', die ontstond in 1971, is in 2021 samengesmolten met de nieuwe zuidoostkrater. 
Alleen al in de periode van januari tot en met november 2011 groeide de zuidoost krater Etna zo'n 200 meter, en is daarmee 's werelds snelst groeiende vulkanische berg. Daarna bleef de krater groeien in hoogte en omvang. De vulkanologen van het Istituto Nazionale di Geofisica e Vulcanologia (INGV) meldden in januari 2014 na een GPS-meting dat de 3290 meter hoge oude top van de oude zuidoostkrater was overtroffen door de nieuwe zuidoostkrater.
De zuid-oost krater mat in 2021 3354 meter. De noord-oost krater was juist wat afgebrokkeld. In de zomer van 2024 barstte de Voragine krater veelvuldig uit. Volgens een meting van het Istituto Nazionale di Geofisica e Vulcanologia lag de rand van de Voragine krater toen op 3369 meter, het hoogste punt van de vulkaan.

## Bergtoppen
- Monte Santa Maria (1745 m)
- Monte Pizzillo (2414 m)
- Monte Prumento Netto (2299 m)
- Monte Dagalotto (2623 m)
- Punta Lucia (2934 m)
- Monte Etna (3250 m)
- Monte Prumento Supino (2845 m)

## Bereikbaarheid
Met auto of lijnbus kan vanuit plaatsen zoals Catania en Taormina, die aan de voet van de vulkaan liggen, de berghut Rifugio Sapienza op 1910 meter bereikt worden. Een kabelbaan gaat vanaf daar verder tot ruim 2580 meter. Bij goed weer kan met 4x4 jeeps door een heuvelig lavalandschap naar 2700 meter worden gereden, waar het in de zomer tot 25 graden koeler kan zijn dan op zeeniveau. Vanaf het eindpunt, dat in de buurt ligt van de kraters uit 2002, kunnen met een gids diverse routes gelopen worden.

## Sport
Door gebruik te maken van de wegen op de Etna, is de vulkaan meermaals opgenomen in het parcours van wielerkoersen als de Ronde van Italië en Ronde van Sicilië. De Etna was meermaals aankomstplaats van een etappe in de Ronde van Italië en dat leverde de volgende ritwinnaars op:
- 1967: Franco Bitossi
- 1989: Acácio da Silva
- 2011: José Rujano  (na diskwalificatie van Alberto Contador)
- 2017: Jan Polanc
- 2018: Esteban Chaves
- 2020: Jonathan Caicedo
- 2022: Lennard Kämna

## Afbeeldingen

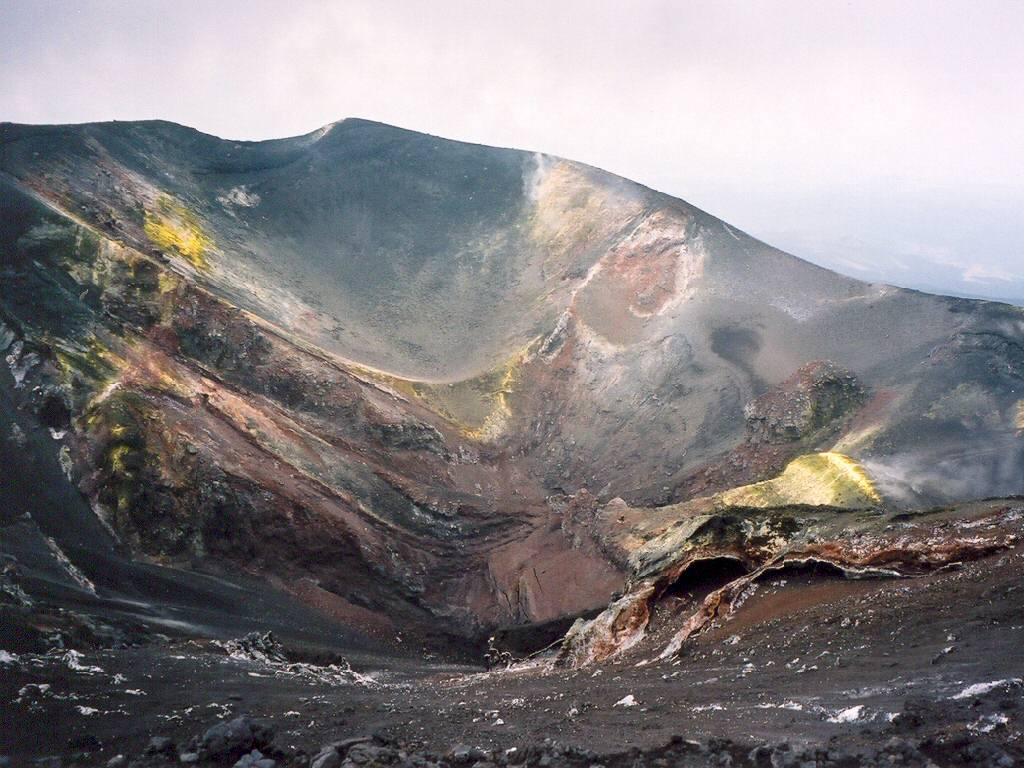
De krater van de flankeruptie van 2002
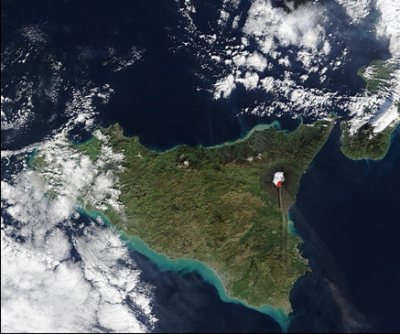
De Etna op 30 december 2002
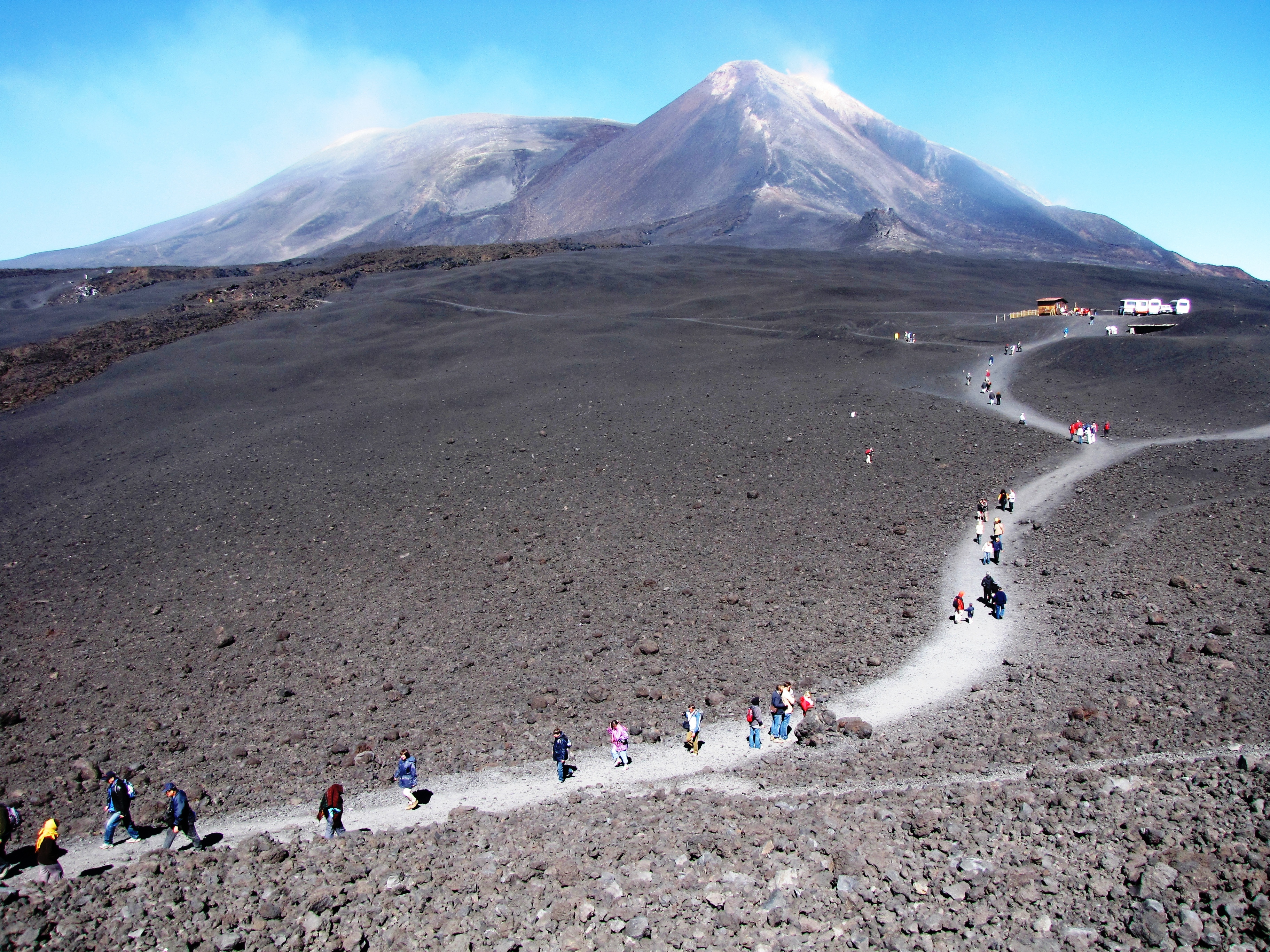
Route naar berghut Torre del Filosofo
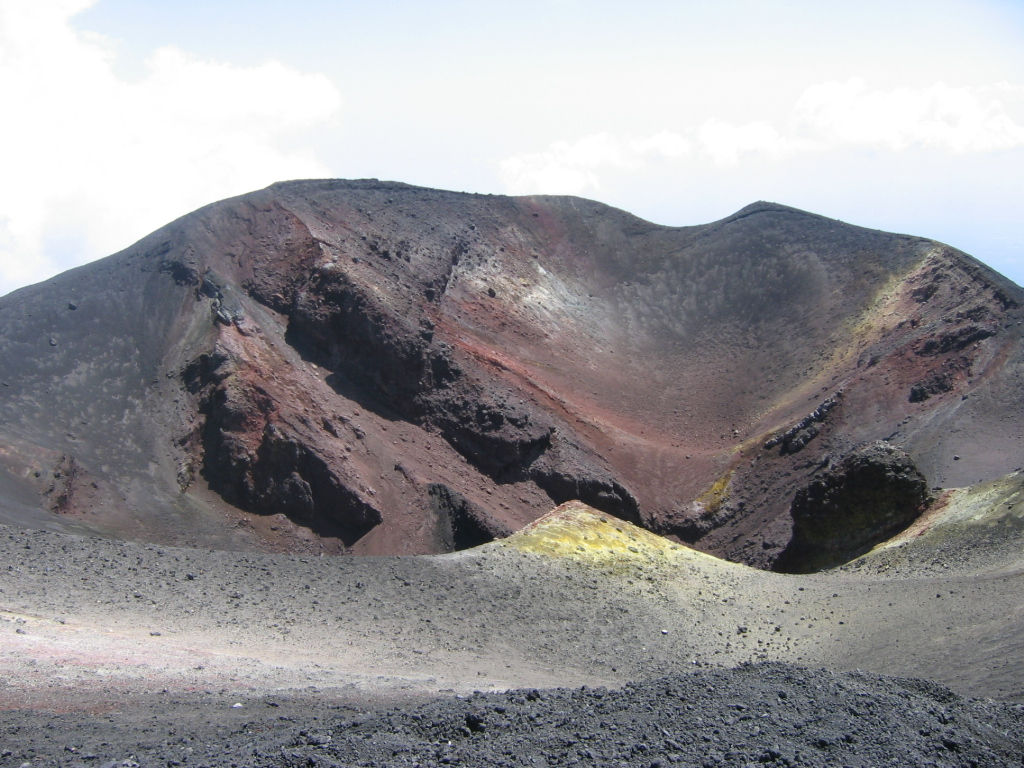
Krater
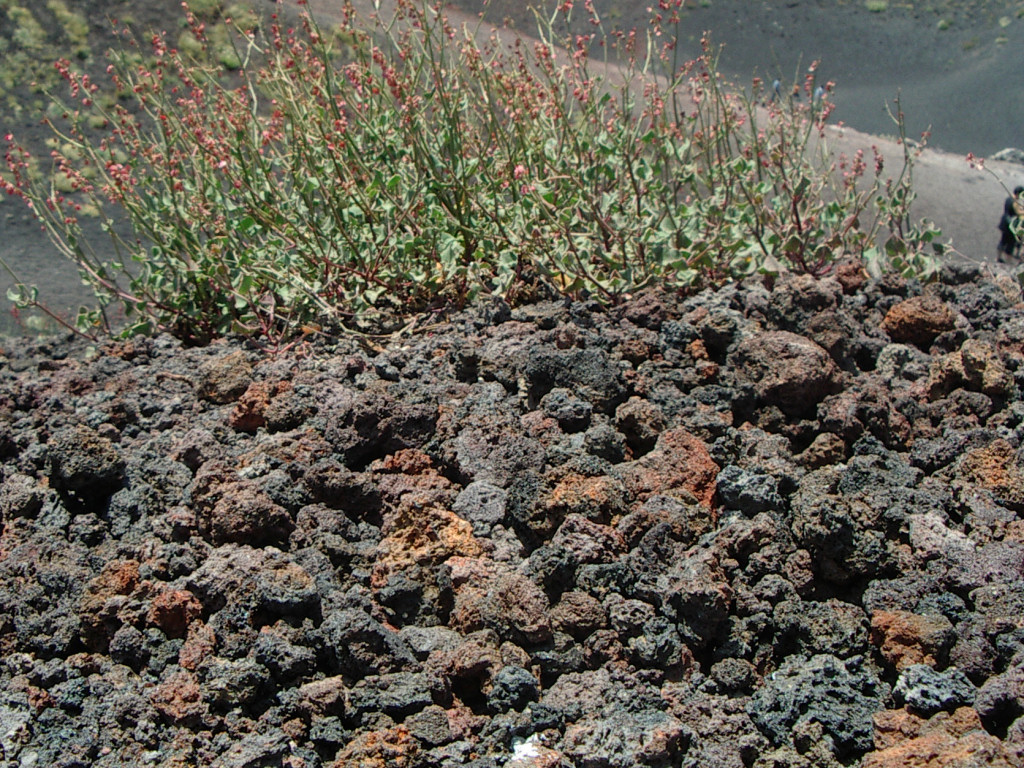
Gestolde lava
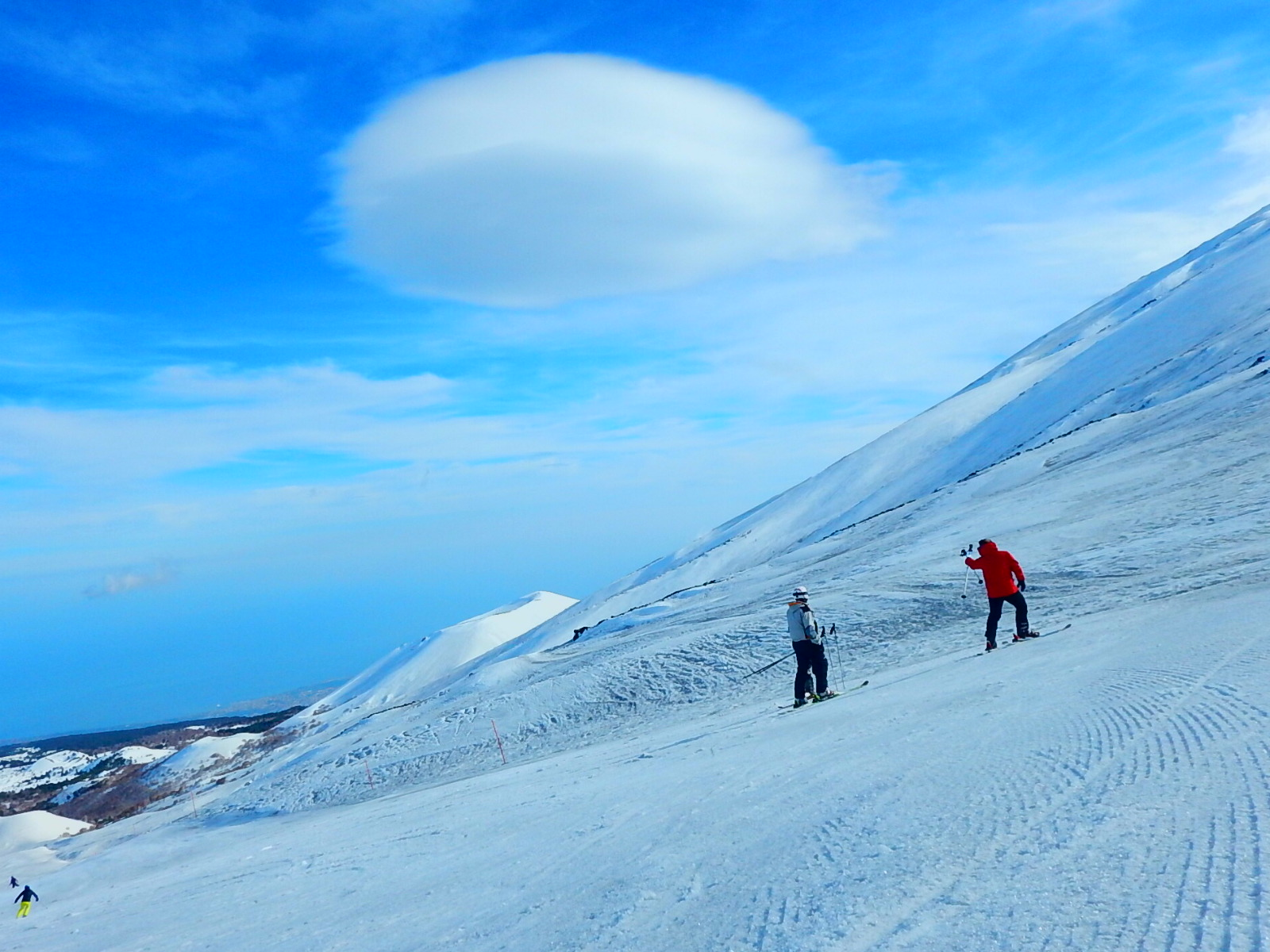
Skiën op de noordflank